# Paul Gastin
 (novembre 2019).
Si vous disposez d'ouvrages ou d'articles de référence ou si vous connaissez des sites web de qualité traitant du thème abordé ici, merci de compléter l'article en donnant les références utiles à sa vérifiabilité et en les liant à la section « Notes et références ».
Paul Adrien Gastin, né le 8 novembre 1886 à Avignon et mort le 25 août 1976 à Nice, est un aviateur français. Avec six victoires homologuées, il fait partie des as de la Première Guerre mondiale.
Il obtient son brevet de pilote le 14 août 1915 sur Farman. Capitaine en décembre 1917, il est fait commandant en 1921. Colonel en 1934, il commande les forces aériennes en Tunisie en 1938. Il est général de brigade aérienne durant la bataille de France. Secrétaire général de la défense aérienne du gouvernement de Vichy en avril 1943, il est jugé après la Libération pour indignité nationale mais obtient un non-lieu en 1949.

## Distinctions
- Commandeur de la Légion d'honneur (1932). Il est nommé chevalier en 1916 et promu officier en 1920.
- Croix de guerre 1914–1918, étoile de bronze
- Chevalier de l'ordre de la Couronne
- Croix de guerre
- Croix militaire